# Dominique de la Rochefoucauld-Montbel
Dominique de La Rochefoucauld-Montbel (* 6. Juli 1950 in Neuilly-sur-Seine, Frankreich) ist ein französischer Manager. Von 2014 bis 2022 war er Großhospitalier des Malteserordens.

## Familie
Dominique de La Rochefoucauld-Montbel entstammt dem Geschlecht La Rochefoucauld, einer der ältesten französischen Adelsfamilien. Seine Eltern waren Charles Emmanuel Fürst de La Rochefoucauld-Montbel und Joana Forbes; er hat drei Geschwister. Seit 2000 ist er Chef des Hauses La Rochefoucauld de Montbel mit dem Titel Fürst.
Dominique de La Rochefoucauld-Montbel ist verheiratet mit Pascale Marie geb. Subtil; aus der Ehe stammen drei Kinder.

## Leben
Er besuchte die Worth School in Crawley im englischen West Sussex, das Collège Champittet in Lausanne und das Institut Florimont in Petit-Lancy bei Genf. Nach einem Wirtschaftsstudium am Institut supérieur du commerce de Paris war er von 1975 bis 2004 im Devisen- und Goldhandel tätig. Seit 2003 ist er für ein Consultingunternehmen tätig.

## Ordensleben
Er trat 1992 in den zweiten Stand des Malteserordens ein und ist seit 2008 Obedienzritter (Ehren- und Devotions-Großkreuz-Bailli in Oboedienz). Von 2001 bis 2014 war er Präsident der französischen Assoziation des Souveränen Malteserordens. 2010 wurde er Mitglied des Internationalen Hospitalrates des Souveränen Malteserordens in Rom. In den französischen Hospitalwerken des Malteserordens engagiert er sich und ist 2012 deren Vizepräsident.
Von 2014 bis 2022 war Dominique de La Rochefoucauld-Montbel der gewählte Großhospitalier des Malteserordens mit Sitz in Rom und somit zuständig für die die humanitären Angelegenheiten und Internationale Kooperation des Malteserordens weltweit.

## Ehrungen
- Großkreuz des Konstantinordens (Justicia)
- Offizier der Ehrenlegion (2015)
- Collane und Großkreuz des Orden de Isabel la Católica (2016)[3]